# Edvard Fredin

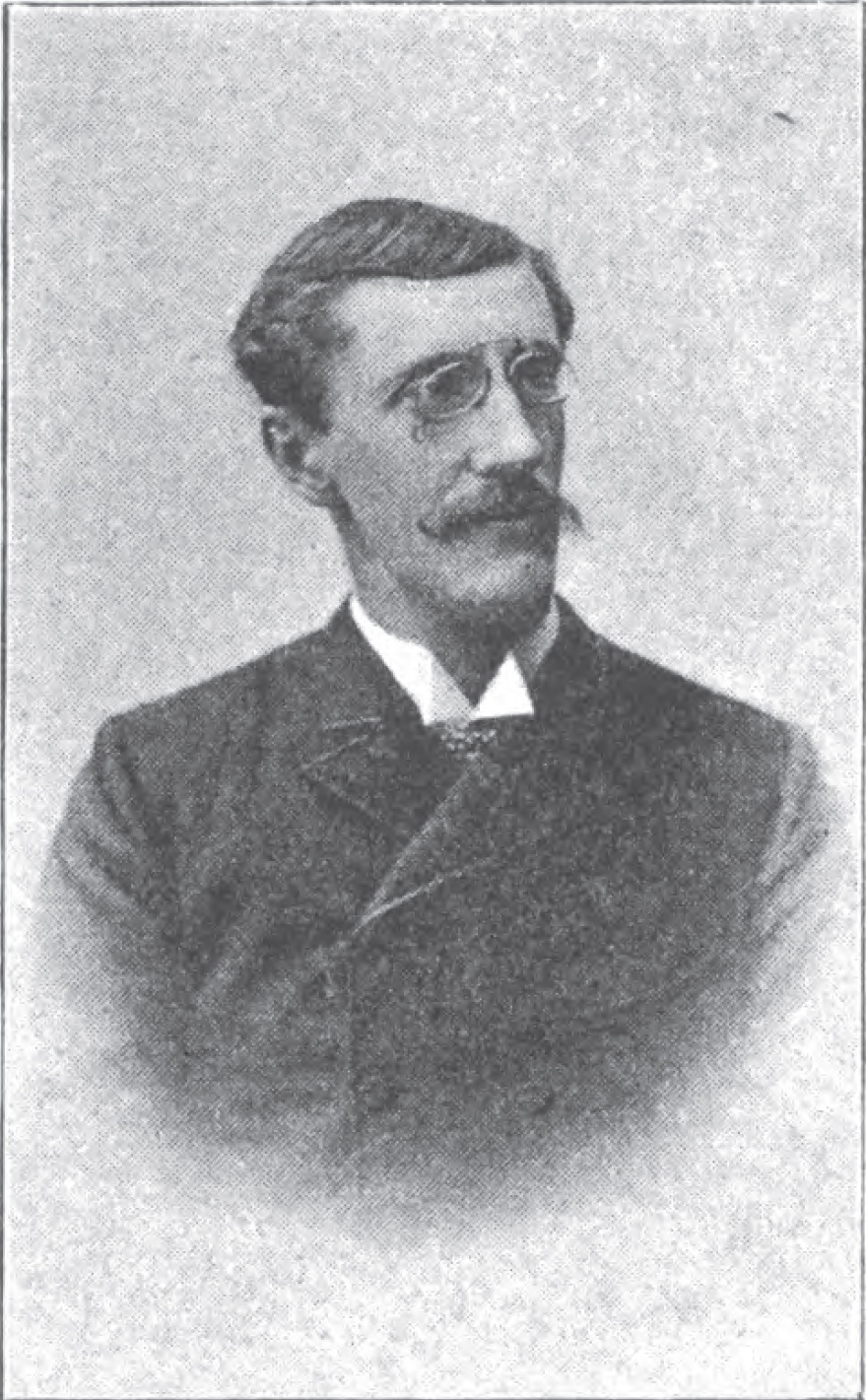
Edvard Fredin

Edvard Fredin (* 8. Juni 1857 in Stockholm; † 27. Juni 1889 in Södertälje) war ein schwedischer Dichter, Schriftsteller, Schauspieler, Theaterkritiker und Übersetzer. Sein Vater war Beamter. Krank von Jugend auf, musste Fredin den Schulbesuch schon in der fünften Klasse abbrechen. In der Folgezeit trieb er Studien auf privater Grundlage, einen Beruf erlernte er nicht. Schon als Kind schrieb er Gedichte, er hatte den Wunsch, Dichter zu werden. 1884 gab er den Band Skilda stämmor („verschiedene Stimmen“) heraus, eine Sammlung von Übersetzungen aus verschiedenen Sprachen, die sehr erfolgreich war. Edvard Fredin war nicht verheiratet.
Fredin übersetzte 1889 die Marseillaise ins Schwedische. Bekannt ist Fredin heutzutage aber vor allem durch Nyårsklockan (Die Neujahrsglocke), ein von Fredin übersetztes Gedicht des englischen Dichters Alfred Tennyson. Nyårsklockan wird jedes Jahr an Silvester im Stockholmer Freilichtmuseum Skansen rezitiert.
| Personendaten    | Personendaten                                                                      |
| ---------------- | ---------------------------------------------------------------------------------- |
| NAME             | Fredin, Edvard                                                                     |
| KURZBESCHREIBUNG | schwedischer Dichter, Schriftsteller, Schauspieler, Theaterkritiker und Übersetzer |
| GEBURTSDATUM     | 8. Juni 1857                                                                       |
| GEBURTSORT       | Stockholm                                                                          |
| STERBEDATUM      | 27. Juni 1889                                                                      |
| STERBEORT        | Södertälje                                                                         |